# パート譜
パート譜（パートふ）は、総譜から特定のパートを抜き出した楽譜のことである。

## 概要
一般に総譜は演奏時に用いることが考慮されていない。オーケストラ曲の場合、2，3小節で1ページを消費してしまうことも全く珍しくなく、総譜をめくりながら演奏を継続することは困難かつ非合理なため、必要な楽譜だけを抜き出してもっぱら演奏に供することを目的にパート譜が製作される。そしてこの目的のために、パート譜には総譜とは異なる様々な工夫が凝らされている。
クラシック音楽及びそれに類する楽曲の場合、市販あるいはレンタルされた出版物のパート譜が利用できることが多いが、出版社によって内容にごくわずかな差異を持つ場合があり（1音だけずれている、ダイナミクスやアーティキュレーションが僅かに異なる、練習番号の位置が違う等）、調達に際しては細心の注意を払う必要がある。パート譜が入手困難な場合はスコアから自作のパート譜を起こすことも行われる。
オーケストラでパート譜の管理を行う者をライブラリアンと呼ぶ。

## パート譜の特徴
以下は一般的な特徴であり、全てのパート譜にあてはまるわけではない。
- オーケストラの場合、総譜では同一楽器の複数パートが一つの五線上にまとめられている場合が多いが、パート譜の場合はパートごとに楽譜が作られる。
- 管楽器においては持ち替えの指示についても考慮されている場合がある。
  - もともと作曲者が持ち替えを想定して書いている総譜から、別々の奏者が演奏することを前提としてパート譜が起こされている場合もある。
- 総譜では合奏全体に関わるような速度記号や発想記号が楽譜の上部や下部にまとめて書いてあるが、それぞれのパート譜にも落とさず記述される。
- 練習時の便宜のため、楽譜の段ごとに左端の小節の小節番号が付記されている場合がある。
- 2小節以上続けて休む場合には、休符がまとめられている。ただし、途中の小節に速度記号や練習番号、反復記号、複縦線がある場合には、必要な情報が欠落しないようその前後で休符が分けられている。
  - 長い休符の終わりには、休符のミスカウントによる間違ったタイミングでの演奏の開始を防ぐ為、必要に応じて他のパートの楽譜が小さい音符で書かれている場合がある（「キュー（Cue）」、または「影符」と呼ぶ）。
  - 1小節の休みの場合にも、全休符の上に「1」と書かれていることもある。
- 同じ音型を何度も繰り返すような場合、演奏上の便宜を考えて、総譜にはない、「今何回めか」を示す数字が小節の上方に付記されていることがある。代わりに繰り返しの記号が使われる場合もある。
- 総譜上では反復記号によって楽譜が省略されている場合であっても、パート譜上では省略されていない場合がある。練習時の指示に備えてこのようになっている。
- 譜めくりで演奏に支障が出ないように、見開きの最後に長い休みが来るよう全体が構成されている。
  - オーケストラの弦楽器のように人数の多いパートでは、同一プルト（1個の譜面台を共有する2人）のどちらかが演奏をやめてめくることが可能であるため、そのようになっていない場合もある。